# Bazîlivka, Konotop
Bazîlivka (în ucraineană Базилівка) este un sat în comuna Șpotivka din raionul Konotop, regiunea Sumî, Ucraina.

## Demografie
Componența lingvistică a localității Bazîlivka
     Ucraineană (98,47%)
     Rusă (1,02%)
     Alte limbi (0,51%)
Conform recensământului din 2001, majoritatea populației localității Bazîlivka era vorbitoare de ucraineană (98,47%), existând în minoritate și vorbitori de rusă (1,02%).